# Parroquia de Saint James (Jamaica)
La Parroquia de Saint James es una de las catorce parroquias que forman la organización territorial de Jamaica, se localiza dentro del condado de Cornwall.

## Demografía
La superficie de esta división administrativa abarca una extensión de territorio de unos quinientos noventa y cinco kilómetros cuadrados. La población de esta parroquia se encuentra compuesta por un total de 178 000 mil personas (según las cifras que arrojó el censo llevado a cabo en el año 2001). Mientras que su densidad poblacional es de unos doscientos noventa y nueve habitantes por cada kilómetro cuadrado aproximadamente.

## Geografía
Cubre un área de 595 km², convirtiéndose esta parroquia en una de las más pequeñas de Jamaica. La población se estimó en 178 000 habitantes en 2001.
Cerca de dos tercios de la parroquia se compone de piedra caliza. Las montañas de Nassau, que se levantan de Santa Isabel, al sur de la parroquia, se extienden diagonalmente a través de St James. La cordillera sufre una posterior disminución a un punto justo al sur de Montego Bay. Su máxima altura es de aproximadamente 1524 metros sobre el nivel del mar.
El río Grande, que sirve de límite entre Saint James y sus parroquias vecinas Hannover y Westmoreland, es el principal río, luego aparece el río Montego, que se levanta en el centro de esta parroquia y fluye hacia el norte y luego al oeste de Montego Bay.
La ciudad de Montego Bay se puede dividir en dos secciones: la zona turística, que ocupa la parte norte de la bahía a lo largo de la línea de costa, y las secciones comerciales e industriales. El comercio hace que la ciudad capital de esta parroquia sea la segunda en importancia, luego de Kingston, la capital del país.